# Chromagraph DC 300

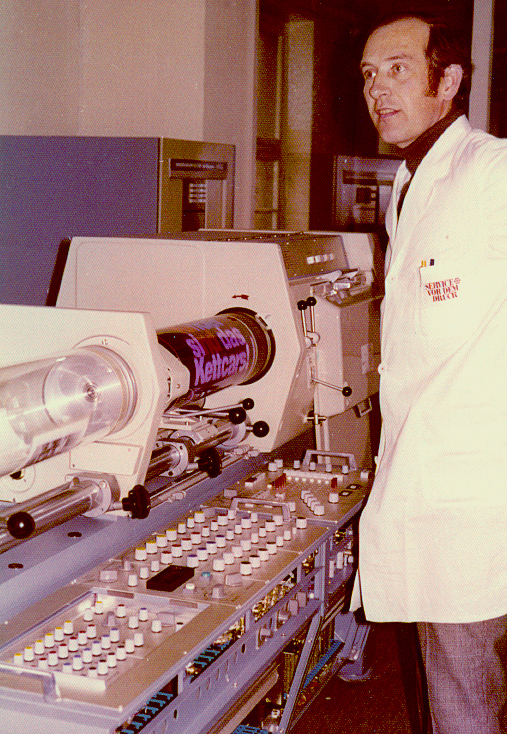
Chromagraph DC 300

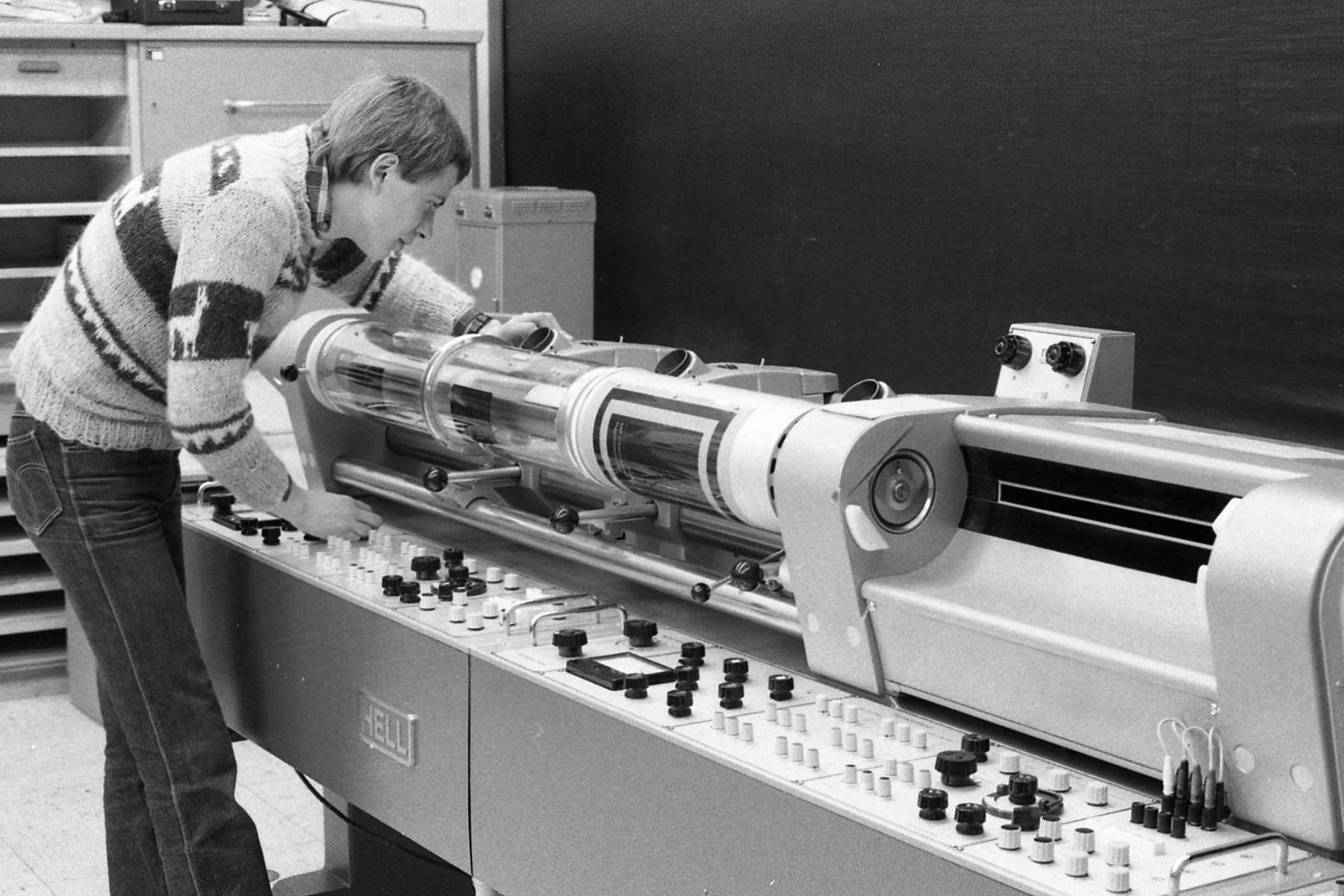
DC 300 (1977)

Der Chromagraph DC 300 ist ein Trommelscanner, der von Rudolf Hell entwickelt wurde und 1965 auf den Markt kam. Er war einer der erfolgreichsten und bekanntesten professionellen Scanner seiner Zeit und wurde weltweit rund 2.500 Mal aufgestellt. Ende der 1990er Jahre wurde diese Scannertechnik von wirtschaftlicheren Flachbettscannern und Digitalkameras verdrängt.

## Technologie
Der Chromagraph DC 300 ist ein elektronischer Tageslichtscanner, mit dem korrigierte Farbauszüge für mehrere Druckverfahren hergestellt werden können. Geeignete Vorlagen für die Abtastung sind flexible farbige Aufsichtsbilder und Diapositive. Der Vergrößerungs- bzw. Verkleinerungsmaßstab liegt zwischen 1685 % und 33 % und das maximale Ausgabeformat beträgt 40 × 50 cm. Die Rasterweite ist zwischen 34er und 80er Raster wählbar und die Rasterwinkelung liegt bei 0° für Gelb, 45° für Schwarz, −18,4° für Cyan und +18,4° für Magenta. Der Rasterwinkel ist jedoch für alle Farben frei wählbar.
Die Reprovorlage wird auf der Abtastwalze, einem Acrylglasrohr, mit Klebeband fixiert. Die Abtasteinheit setzt sich aus einer Halogenlichtquelle und vier Fotomultipliern zusammen, die sich gemeinsam mit der Aufnahmeoptik und der damit verbundenen Elektronik im Optikkopf befinden. Der Optikkopf fährt langsam am rotierenden Zylinder entlang, die Fotomultiplier empfangen das von der Bildvorlage reflektierte Licht und geben es als elektrische Signale weiter. Drei dieser Signale geben den Anteil des blauen, roten und grünen Lichts wieder, das vierte wird für die Umfeldmaskierung verwendet. Die elektrischen Signale werden in einem Vierkanalrechner verarbeitet, der für die gewünschten Farb- und Tonwertkorrekturen gezielt programmiert werden kann.
Das Schreibsignal des Farbrechners wird über den Maßstabsrechner zum Halbton- bzw. Rasterschreibkopf gelenkt. Eine spezielle Einrichtung ermöglicht die Aufrasterung der Farbauszüge. Die Rasterpunkte werden mit Hilfe von Laserstrahlen auf den zu belichtenden Film geschrieben. Sie bestehen aus sechs digital modulierten Teilpunkten, die über ein Lichtleitkabel auf den Film gelangen. Der digitale Aufbau der Rasterpunkte bewirkt, dass diese schärfer begrenzt und deshalb unempfindlicher gegen Schwankungen bei der Entwicklung des Films, beispielsweise durch Temperatur und Entwicklungszeit, sind. Dennoch lässt sich der elektronische erzeugte Rasterpunkt nachträglich manuell durch Farmerschen Abschwächer gut verändern.

## Geschichte
1958 entwickelte Hell den ersten Trommelscanner. Der Colorgraph war ein Ungetüm mit 500 Röhren im Rechenwerk. Die Elektronik benötigte eine Stunde Aufwärmzeit, bevor sie arbeiten konnte. Dennoch wurden 24 dieser Anlagen weltweit abgesetzt. Im Jahr 1965 wurde von Hell der erste Chromagraph vorgestellt, ein Scanner für farbkorrigierte Halbton-Farbauszüge. Der Chromagraph war so erfolgreich, dass Hell schon ein Jahr später 100 Geräte verkauft hatte. In den nächsten Jahren folgten ständige Verbesserungen dieser Baureihe. Der Combi-Chromagraph 288 war in der Lage, von drei Abtastzylindern erstmals Bilder und Texte kombiniert auf eine Aufzeichnungswalze zu belichten. 1969 wurde der Vario-Chromagraph vorgestellt, der vergrößern und die Farbauszüge erstmals über einen Kontaktraster aufrastern  konnte.
Der 1971 entwickelte Tageslichtscanner Chromagraph DC 300 konnte vergrößern und verkleinern, indem die Abtastdaten zwischengespeichert und danach je nach Format beschleunigt oder verzögert ausgegeben wurden. Schon 1973 waren weltweit mehr als 100 Scanner dieses Typs verkauft. Um die Unzulänglichkeiten des Kontaktrasters auszuschalten, wurde im gleichen Jahr die elektronische Rasterung für den Chromagraph DC 300 ER entwickelt. Ohne die Zwischenschaltung eines Kontaktrasters trafen  Laserstrahlen auf den Film und erzeugten modulierte Rasterpunkte. 1977 wurde der fünfhundertste und 1979 der tausendste Chromagraph DC 300 aufgestellt. 1981 kam der Chromagraph DC 350 mit völlig neu entwickelter Elektronik auf den Markt.